# Laciniodes stenorhabda
Laciniodes stenorhabda là một loài bướm đêm trong họ Geometridae.